# Geodia alba
Espèce
Synonymes
Sidonops alba Kieschnick, 1896
Synops alba Kieschnick, 1896
Geodia alba est une espèce d'éponges de la famille des Geodiidae présente dans les eaux d'Indonésie.

## Taxonomie
L'espèce est décrite par Oswald Kieschnick en 1896 sous le nom de Synops alba.